# Linaria amethystea
Linaria amethystina es una herbácea de la familia de las escrofulariáceas.

## Descripción
Pequeña planta. de tallos erectos verde-azulado, de 10-15 cm, hojas del mismo color, estrechamente lanceoladas; las inferiores surgiendo varias de un mismo punto y las superiores alternas, casi pegadas longitudinalmente al tallo. Flores en primavera, solitarias o en pequeños grupos al extremo del tallo; tienen corola de dos labios, el superior largo y estrecho, azul amatista y el inferior abombado, casi blanco y moteado de azul y un largo espolón hacia abajo también amatista. En conjunto las flores suponen casi una cuarta parte de la longitud de la planta.

## Distribución y hábitat
En España, en Castilla y León, Asturias, Castilla-La Mancha y Comunidad de Madrid. Crece en pastos ralos arenosos.